# 油豆腐

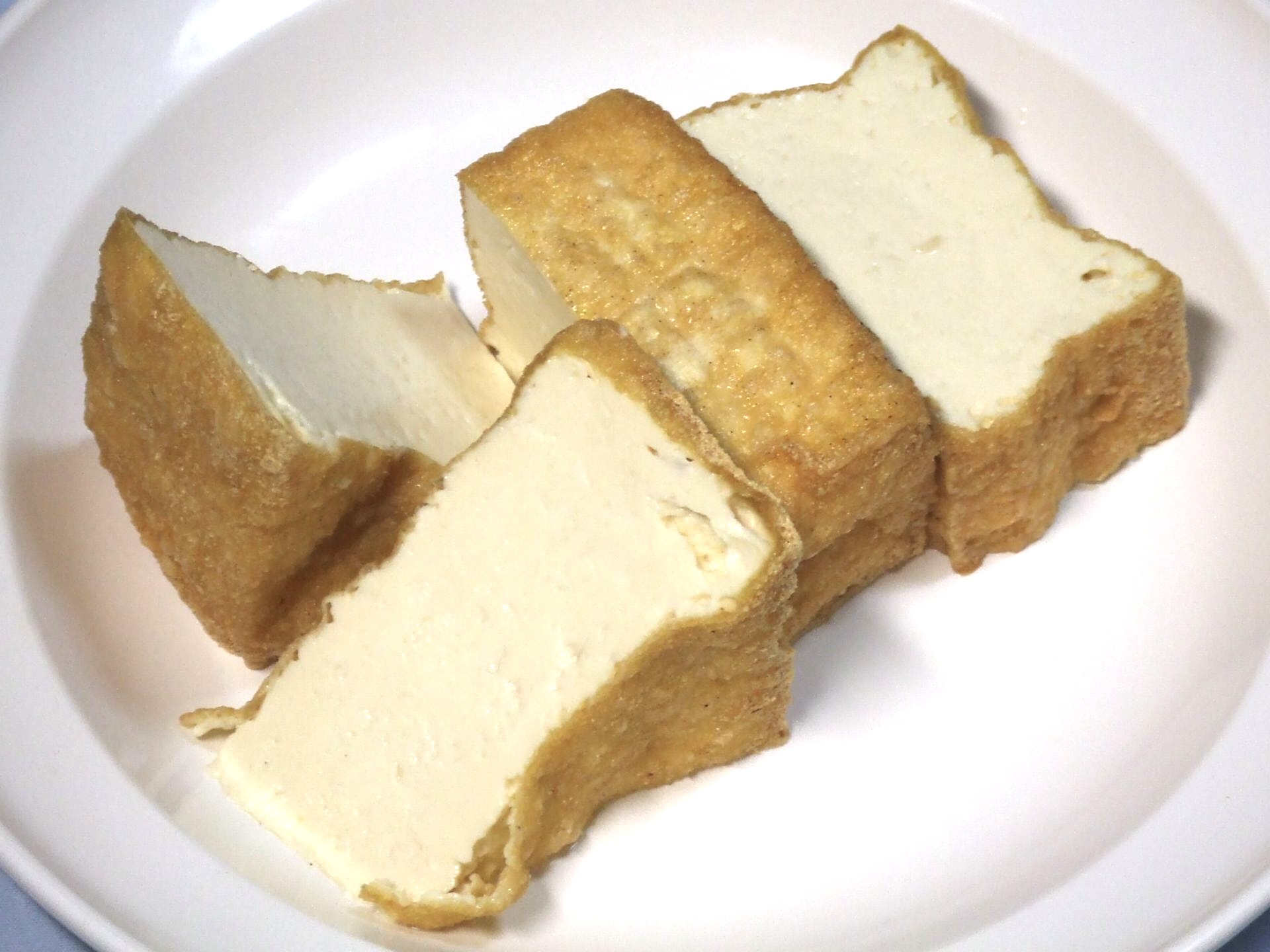
日本油豆腐

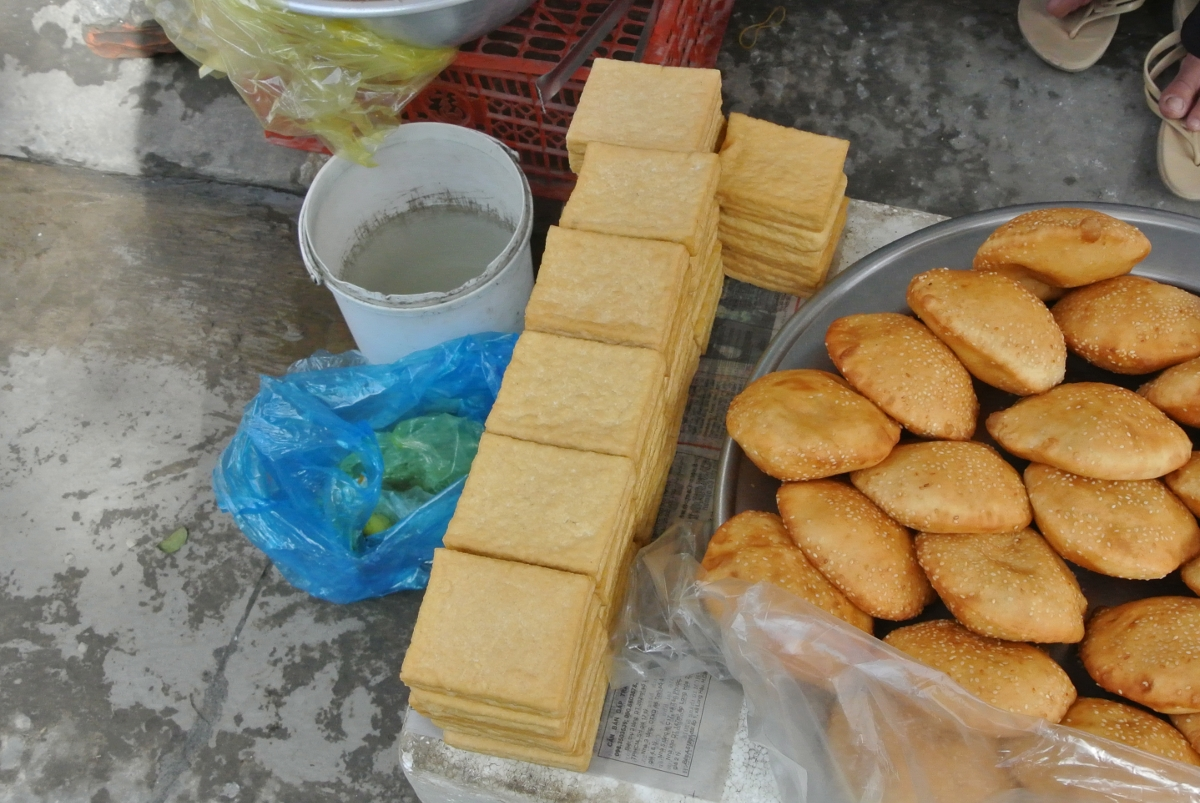
越南油豆腐

油豆腐是一種油炸豆腐料理。在日本稱為厚揚（日语：厚揚げ，意思為相較於油炸豆皮為較厚的炸物），在台灣称作油豆腐，在越南亦有油豆腐此種食物。不同於內部為海綿狀的豆卜，油豆腐的內部仍為實心的豆腐。

## 關聯食物
- 炸豆腐
- 油炸臭豆腐
- 豆卜
- 豆干
- 油炸豆皮
- 淡水阿給
- 一串心
- 稻荷壽司